# Algarve Cup 2007
L'Algarve Cup 2007 est la quatorzième édition de l'Algarve Cup, compétition internationale de football féminin qui se déroule chaque année au Portugal. Le tournoi, qui a eu lieu du 7 mars au 14 mars 2007, a été remporté par les États-Unis, qui ont battu l'Allemagne aux tirs au but en finale. C'est le cinquième titre remporté par les USA dans cette compétition.

## Format
Les douze équipes invitées sont divisées en 3 groupes.
Les groupes A et B sont composées des meilleurs sélections. Ainsi les premières de ces deux groupes accèdent directement à la finale alors que les seconds se disputent la troisième place de la compétition et les cinquième des groupes A et B, la cinquième place.
Les équipes du groupe C jouent pour les places 7 à 12, le premier de ce groupe affrontent alors le quatrième du groupe A pour la septième place et le second du groupe C disputent la neuvième place du tournoi au dernier du groupe B. 

## Matchs

### Groupe A
Suède
 Finlande
 Chine
| Équipes    | Pts | Jr | V | N | D | Bp | Bc | +/- |
| ---------- | --- | -- | - | - | - | -- | -- | --- |
| États-Unis |     |    |   |   |   |    |    |     |
|            |     |    |   |   |   |    |    |     |
|            |     |    |   |   |   |    |    |     |
|            |     |    |   |   |   |    |    |     |

### Groupe B
France
 Allemagne
 Norvège
| Équipes  | Pts | Jr | V | N | D | Bp | Bc | +/- |
| -------- | --- | -- | - | - | - | -- | -- | --- |
| Danemark |     |    |   |   |   |    |    |     |
|          |     |    |   |   |   |    |    |     |
|          |     |    |   |   |   |    |    |     |
|          |     |    |   |   |   |    |    |     |

### Groupe C
Portugal
Mexico
 Irlande
Wales
| Équipes | Pts | Jr | V | N | D | Bp | Bc | +/- |
| ------- | --- | -- | - | - | - | -- | -- | --- |
|         |     |    |   |   |   |    |    |     |
|         |     |    |   |   |   |    |    |     |
|         |     |    |   |   |   |    |    |     |
|         |     |    |   |   |   |    |    |     |

## Finale
États-Unis 2-0 Danemark